# 陶恩科格爾山 (格拉納特山脈)
47°7′17″N 12°36′59″E / 47.12139°N 12.61639°E

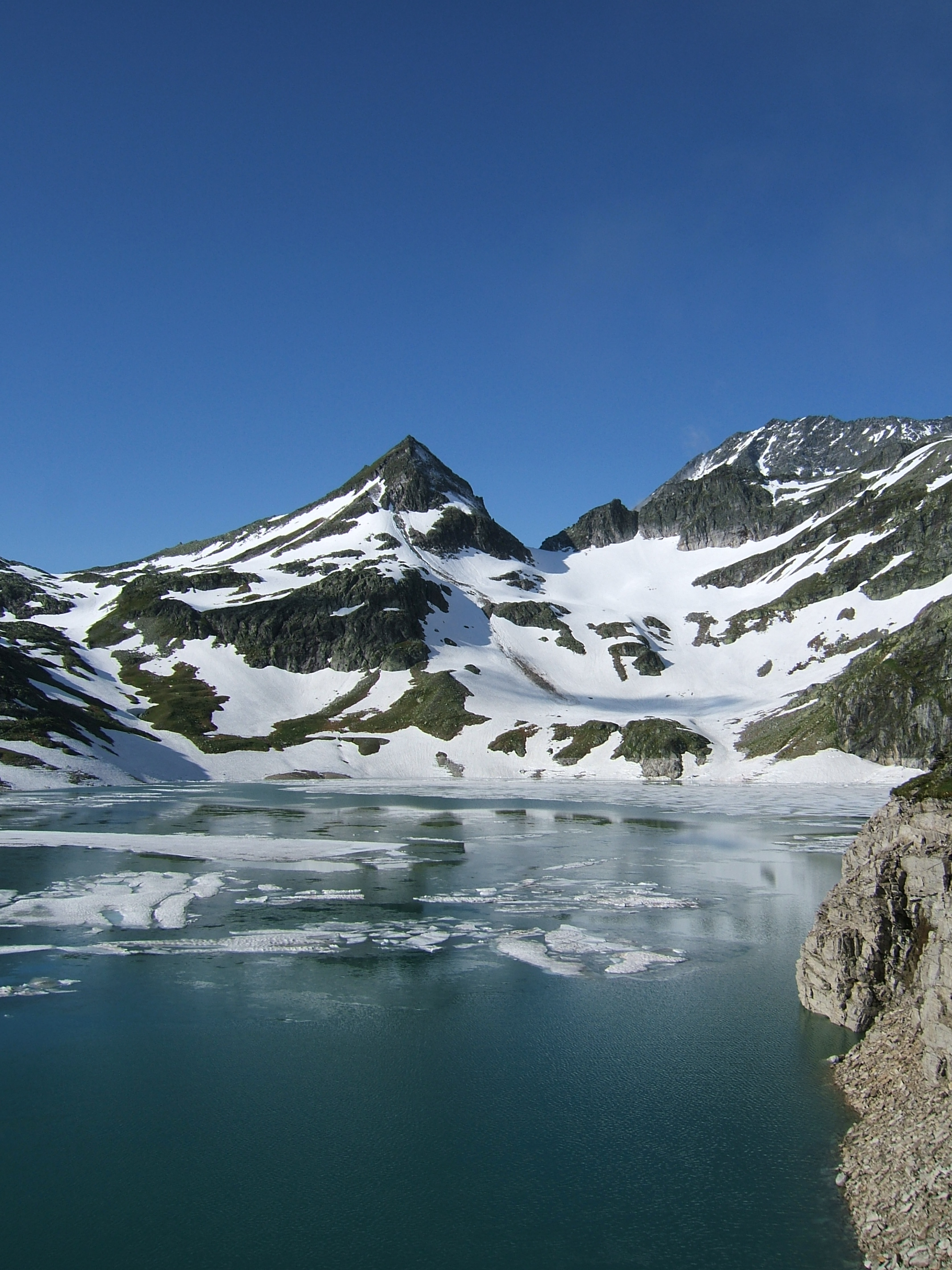

陶恩科格爾山（德語：Tauernkogel），是奧地利的山峰，位於該國中部，處於薩爾茨堡州和蒂羅爾州接壤的邊界，屬於格拉納特山脈的一部分，距離格拉納特峰0.7公里，海拔高度2,683米，每年平均降雨量2,073毫米。